# Per Scheffer
Per Scheffer, auch Pehr (* 29. April 1718 in Mariestad; † 10. Dezember 1790 in Kungslena) war ein schwedischer Feldmarschall.

## Leben

### Herkunft und Familie
Per war Angehöriger der freiherrlichen Linie des schwedischen Adelsgeschlechts Scheffer. Seine Eltern waren der schwedische Staatsmann Peter Scheffer (1657–1731) und Helena Maria, geborene Ehrenstierna (1684–1754). Die beiden 1771 in den schwedischen Grafenstand erhobenen und kinderlos verstorbenen Staatsmänner Carl Fredrik Scheffer (1715–1786) und Ulrik Scheffer (1716–1799) waren seine Brüder, die schwedischen Generale Christoffer Freidenfelt (1679–1743) und Carl Ehrenkrook (1696–1781) seine Schwäger. Er selbst blieb unvermählt und starb, ohne Kinder zu hinterlassen.

### Werdegang
Scheffer studierte seit 1728 in Uppsala, bevor er 1734 seine Laufbahn im schwedischen Heer als Freiwilliger bei der Livgarde begann. Hier avancierte er noch im selben Jahr zum Furier, 1740 zum Fähnrich und schließlich 1734 zum Leutnant.
Als Kapitän wechselte er 1745 ins Régiment de Royal Suèdois, wo er 1746 Kompaniechef wurde und die Kampfhandlungen des Krieges am Rhein mitmachte. 1749 wurde er Ritter des Schwertordens, stieg 1750 zum Oberstleutnant, 1752 zum Oberst, schließlich 1758 zum Brigadier auf. Er erhielt 1759 den Militärverdienstorden und erhielt 1761 seine Beförderung zum Maréchal de camp.
1763 trat er als Generalmajor erneut in schwedische Dienste und wurde Kommandeur des Savolax-Regiments. 1765 übernahm er das Kronoberg-Regiment und erhielt 1769 das Komturkreuz des Schwertordens. Seinem Aufstieg zum Generalleutnant 1770 folgte 1772 die Übernahme als Chef des Uppland-Regiments und einen Monat später auch des Skaraborg-Regiments. Er avancierte 1776 zum General und 1778 zum Feldmarschall. Im Russisch-Schwedischen Krieg wurde Scheffer die Aufgabe übertragen, Skåne gegen einen denkbaren Einfall Dänemarks zu verteidigen.